# Консијержери
Консијержери је бивша зграда суда и затвора у Паризу,у Француској, која се налази на западу острва Сите, испод Палате правде. Првобитно је била део бивше краљевске палате, Палате Сите, која је такође укључивала и Сен Шапел. Од краљевске палате остале су две велике средњевековне сале. Током Француске револуције, 2.780 затвореника, укључујући Марију Антоанету, је затворено, суђено и осуђено у Консијержерију, а затим послато на различита места да буду погубљени гиљотином. Сада је национални споменик и музеј.

## Галско-римска тврђава до Краљевске палате (1—10. век)
У 1-3. веку нове ере, острво Сите је постало део галско-римског града Лутеција. Острво је било опасано зидом, а на западном крају острва подигнута је тврђава римског гувернера. Меровиншки краљ Хлодовех је ту поставио своју престоницу, од 508. до његове смрти 511. године. Крајем 10. века, под Игом Капетом, Париз је постао престоница Краљевине Франака. На истом месту је изградио велику нову утврђену резиденцију, Палату Сите. 

## Капетанска палата (11—14. век)
- План палате и Консијержерија 1380. и 1754. (двапут кликните за пуну величину)
- Банкет који је приредио Шарл V у част цара Карла IV и Вацлава IV у Великој сали (1378.)
- Палата Сите у Très Riches Heures du Duc de Berry (1412-1416). Консијержери лево позади

Од 11. до 14. века, палата је проширена и улепшавана, и добија на значају у управи Краљевине. Пре него што је кренуо у крсташке ратове, Филип II Август је именовао консијержа, или чувара, да надгледа администрацију палате, што је згради и дало име.  Филип II је створио фасаду са торњевима на обали реке Сене и велику дворану. Велика сала коришћена је за краљевске церемоније и судске седнице. На једном крају је био огроман сто од црног мермера из Немачке, украшен амблемима љиљана (floure-des-lis). Део стола сада је приказан на зиду доњег хола. Сала је такође била украшена полихромним дрвеним статуама француских краљева. „Велике француске хронике“ Жеана де Жандана описују „Нову палату, чудесно и скупо дело, најлепше што је Француска икада видела“.  Једини сачувани делови велике дворане су Дворана војника и Дворана гарде испод. 
Филип IV је наставио обнову између 1285. и 1314. године. Изграђена је Велика сала, која је заменила мању ранију салу. Велика комора је постала званично седиште парламента; и додао је Сребрну кулу и кулу Цезара. 
Под Шарлом V (1364–80) улога зграде се променила. Одлучио је да своју резиденцију пресели у палату Лувр и хотел Сен-Пол. Консијерж старе палате је добио већа овлашћења над нижим и средњим судовима. Затворске ћелије су постепено додаване нижим деловима зграде и она је постала позната као „Консијержери”.  Затвореници су били мешавина обичних криминалаца и политичких затвореника. Као и у другим затворима тог времена, третман затвореника зависио је од њиховог богатства, статуса и сарадника. Богати или утицајни затвореници обично су добијали сопствене ћелије са креветом, радним столом и материјалима за читање и писање. Мање имућни затвореници могли су себи да приуште да плате једноставно намештене ћелије које би биле опремљене грубим креветом и можда столом. Најсиромашнији би били ограничени на тамне, влажне ћелије заражене гамадима познате као Oubliette (буквално "заборављена места"). У складу са именом, остављени су да живе или умру у условима који су били идеални за кугу и друге заразне болести, које су биле распрострањене у нехигијенским условима затвора.

## 15-18. век
- Консијержери (горе лево) у 16. веку, нацртао Ежен Виоле ле Дик
- Палата Сите 1615. године
- Велика дворана Палате Сите (1560 - уништена у 17. веку)
- Састанак париског парламента у Великој комори (1715.)

Без краља као сталног становника, зграде су претрпеле многе промене да би се уклопиле у своју судску и затворску улогу. Луј XII је реконструисао и преуредио Велику комору, коју је користио париски парламент. Поплава Сене у зиму 1689-1690. нанела је значајну штету на доњој згради, док је пожар 1737. уништио комору. Други пожар у палати 1776. године нанео је још већу штету, захвативши Краљеву одају, галерију трговаца и главну кулу. Реконструкција након пожара 1776. године додала је нове ћелије у ниво приземља Консијержерија и заменила ораторијум из 12. века садашњом капелом. 

## Консијержери и владавина терора
- Консијержери 1790. године
- Пролаз "улица Париза" у затвор током Револуције
- Марија-Антоанета напушта Консијержери на путу до погубљења

Палата Сите и Консијержери су играли централну улогу у Француској револуцији. Како се револуција одвијала, сам парламент је убрзо постао непопуларан. Нова Уставотворна скупштина га је распустила 1790. године, а капије Палате Сите су закључане. 
Прва Париска комуна и Санкилоти заузели су палату Тиљерије 10. августа 1792. и преузели контролу над владом и Консијержеријем. Током септембарских масакра, комунарски милитанти ушли су у градске затворе и за четири дана убили више од 1300 затвореника, укључујући свештенике и друге за које се сумњало да су више класе или непријатељски расположени према револуцији. Међу жртвама је била и велика група погубљена у Женском дворишту Консијержерија 2–3. септембра 1792. 
Револуционарни суд је основан 10. марта 1793. године, од стране радикалније монтањарске фракције против опозиције умеренијих Жирондинаца. Трибунал се састајао у Великом већу палате, на горњем спрату између Сребрне и Цезарове куле. Септембра 1793. терор се појачао. Национални конвент, коју су контролисали Монтањари, донела је Закон о осумњиченима 17. септембра 1793. године. Овим актом је било проглашено да је свако ко се сматра контрареволуционаром или непријатељем републике крив за издају и, стога, осуђен на смрт. Суђења су била јавна и брза и привлачила су велику масу људи. На пресуде се није могла уложити жалба. Број месечних погубљења порастао је са једанаест на сто двадесет четири месечно. 
Краљица Марија Антоанета, ухапшена је 3. августа 1792. године и прво је са породицом држана у затвору храма. Краљу је суђено између 3. децембра и 26. децембра 1792. године, а погубљен је 21. јануара 1793. године. Краљица је пребачена из храма у Консијержери у ноћи између 1. и 2. августа 1793. године. Била је затворена у једнокреветној ћелији у приземљу са погледом на Женско двориште. Није јој било дозвољено да пише, а два жандарма су је непрестано надгледала. Након што је откривено неколико неуспешних планова да се она ослободи, она је пребачена у другу ћелију, где се налази садашња спомен капела, и тамо држана четрдесет четири дана. Она је саслушана у својој ћелији 12. октобра и оптужена је за три злочина: дослух са Аустријом, прекомерне трошкове и противљење револуцији. Још једна оптужба за инцестне односе са сином додата је током суђења.  Суђење јој је почело 14. октобра 1793. у некадашњој Великој сали палате. Имала је два адвоката које је одредио суд, али им је било дозвољено само мање од једног дана да припреме свој случај. Суђење је трајало два дана у коме је сведочио четрдесет и један сведок. Суђење је завршено 16. октобра 1793; она је, као што се очекивало, осуђена на смрт, а касније тог дана у колицима је одвезена на гиљотину, постављену на Тргу револуције, сада Тргу Конкорд. 
У периоду 1793–1794, на врхунцу терора, у затвору је било око шест стотина затвореника. Већина затвореника је пребачена у Консијержери из других затвора и провела је само неколико дана пре суђења и изрицања пресуде, или највише неколико недеља. Политички и криминални затвореници су били помешани заједно.  Међутим, привилегије за имућне су престале како је затвор постао пунији, а терор је достигао врхунац. 
У пролеће 1794. трибунал је почео да суди умереним револуционарним вођама, укључујући Жоржа Дантона и Камија Димулена. У мају су осудили госпођу Елизабету, сестру Луја XVI, „због припадности породици тиранина“. Судски поступак је 10. јуна 1794. измењен да би се омогућила бржа суђења; сведоци више нису били потребни, а дефиниција "осумњиченог" је проширена. До краја јуна, у просеку судено, осуђивано и слано на гиљотину тридесет осам особа дневно. Између 1793. и 1795. године, две трећине затвореника којима је суђено, осуђено је на смрт. На врхунцу владавине терора, четири од пет затвореника су осуђени на смрт.  
Крајем јула 1794. умеренији револуционари, плашећи се сопствене безбедности, окренули су се против Робеспјера и других радикалних вођа. Дана 27. јула већина чланова Конвенције гласала је за хапшење Робеспјера. Робеспјер је покушао да изврши самоубиство, био је рањен и одведен у Консијержери, где му је дата бивша ћелија Марије Антоанете. Трибунал га је 28. јула осудио на смрт и гиљотинирао на Тргу Револуције. 
Трибунал је укинут 31. маја 1795. године. За седамсто осамдесет дана, Трибунал је осудио и погубио 2.780 затвореника. 
Неки од затвореника који су држани у Консијержерију били су песник Андре Шеније, Шарлота Корде, Елизабета Француска, госпођа ду Бари и 21 жирондинац, група умерених посланика, ухапшених и погубљених на почетку владавине терора.

## Од 19. века до данас
- Консијержери у реконструкцији - 1857-1858.
- Ентеријер Консијержерија 1936.

Након рестаурације Бурбона 1814. (и поново 1815. године, након стодневне владавине Наполеона Бонапарте, Консијержери се вратио својој улози суда и затвора. Међу затвореницима је био маршал Неј, један од Наполеонових генерала, који је тамо осуђен због кршења заклетве краљу Лују XVIII и придруживања Наполеоновој војсци код Ватерлоа; Жорж Кадудал, вођа ројалистичког устанка и анархиста Равашол. Каснији затвореници су укључивали будућег Наполеона III, коме је тамо суђено 1840. након неуспелог покушаја да преузме власт, и осуђен је на доживотни затвор Хам, из којег је побегао. 
Почевши од 1812. године, обновљена је палата и делови Консијержерија, и спомен-капела Марије Антоанете. Године 1847. започели су радови на проширеној Палати правде. Године 1862. Консијержери је добио статус историјског споменика, иако је и даље коришћен као затвор.  Између 1847. и 1871. изграђена је нова фасада за Министарство правде; истовремено је обављена рестаурација средњовековних сала Консијержерија, а 1870. подигнута је висина торња са сатом. Рад је прекинут устанком Париске комуне 1871. У последњим данима Комуне, комунари су запалили нову Палату правде, тешко оштетивши унутрашњост. Рестаурација и реконструкција трајала је још двадесетак година. Неки делови Консијержерија отворени су за туристичке посете 1914. Затвор је наставио да функционише до 1934. године, када је дефинитивно затворен. 

## Опис

### Куле и фасаде
- Северна фасада Консијержери
- Кула са сатом (14. и 16. век)
- Сат на Tour de l'Horloge (14. век)

Четири средњовековне куле северне фасаде најистакнутији су спољашњи остаци старог Консијержерија: Кула Бонбек, Цезарова кула, Сребрна кула и Кула са сатом.

### Дворана војника и "Париска улица"
- Дворана војника
- Спирално степениште од Дворане оружника до Велике дворане изнад
- Фрагмент ране декорације
- Пролаз "Париска улица" кроз затвор

Дворану војника саградио је почетком 14. века Филип  IV у приземљу. Њена величина чини је највећом нерелигиозном готичком двораном у Европи.  Служила је као трпезарија и место окупљања наоружане страже и послуге при палати, која је бројала између једне и две хиљаде људи. 
Године 1364, када је Шарл V напустио палату, сала је модификована за нове затворске функције. Удубљење на западу било је подигнуто у висину и одвојено решеткама од остатка сале. Ово је постала "Париска улица", сигурни пут до затворских ћелија, назван по "Monsieur de Paris", надимку градског џелата. 

### Сала гарде
- Сала гарде
- Скулптурална декорација Дворане гарде (19. век)
- Сала гарде

Дворану гарде саградио је Филип IV у исто време када и Дворану оружника, почетком 14. века. Налази се између Цезарове куле и Сребрне куле и Сене, и приватног краљевог врта на западу. Као и дворана војника, била је повезана са просторијом изнад спиралним степеницама.  
Када је краљ Шарл V преселио краљевску резиденцију из Градске палате у Лувр, Дворана гарде је претворена у затвор. Дворана је рестаурирана у 19. веку, додати су неки декоративни детаљи, укључујући скулптуру на капителима стубова.  

### Кухиња
Кухињски павиљон је дограђен око 1353. године, убрзо након осталих великих сала. Смештен у северозападном углу, првобитно на два нивоа, био је мало одвојен од остатка зграде, како би се смањио ризик од пожара. Кухиња је првобитно имала осам великих прозора, али су сви осим два зазидани након што је постала затвор. Понекад су се и горња и доња кухиња користиле за посебан догађај као што је био банкет Три краља 6. јануара 1378, који је Шарл V одржао да дочека свог ујака, цара Светог римског царства Карла IV, и његовог рођака Вацлава, краља Римљана. 

### Коридор затвореника
- Канцеларија консијержа или старатеља
- Приказ брава, кључева и лисица
- Ћелија за затворенике који су могли да плате кревет и храну

Године 1989. реконструисане су три просторије како би се осликала административна функција затвора. Прва је канцеларија бележника налик на ћелију који је примао долазне затворенике, уносио њихова имена у велику књигу и узимао њихове ствари. Ова канцеларија се првобитно налазила у приземљу, у близини главног улаза у затвор, где су стизали затвореници. Затвореници су затим одвођени у ћелије дуж Затвореничког ходника, који се протезао дужином зграде. Поред ове канцеларије налази се приказ канцеларије консијержа, управника затвора. Трећа обновљена просторија је соба где су затвореници одвођени на дан погубљења. 

### Дворана имена и Капела затвореника
- Рекреирана ћелија која се користи као изложбена сала
- Дворана имена; уз зидове су причвршћена имена више од четири хиљаде људи осуђених на смрт од стране Револуционарног суда
- Олтар Капеле затвореника Консијержерија. Иза завесе је Меморијална капела Марији Антоанети.
- Женска галерија у капели Консијержерија

Дворана имена има зидове прекривене именима више од четири хиљаде особа које је Револуционарни трибунал осудио на смрт. Већина затвореника је била из средњег или нижег слоја, иако је двадесет посто било из бившег племства и свештенства. Посетиоци могу да користе екран осетљив на додир да сазнају биографије педесет познатих затвореника погубљених током терора. 
Капела затвореника је обновљена 1776. године, након пожара који је уништио ранији ораторијум. Мало је промењено од времена Револуције. Олтар, исповедаоница и велико распеће датирају из 18. века. Жене су могле да присуствују богослужењима седећи одвојено на горњем нивоу, иза решетака. Црне завесе иза олтара покривају улаз у меморијалну капелу посвећену Марији Антоанети. Капела је вероватно коришћена као ћелија током терора, када је затвор био посебно претрпан. 

### Меморијална капела или капела Марије Антоанете
- Капела Марије-Антоанете, на месту њене ћелије, са мотивом сузе на црном мермеру
- Један прозор Меморијалне капеле, са иницијалима Марије Антоанете
- Слике Марије Антоанете у Меморијалној капели

Првобитна ћелија Марије-Антоанете је уништена након обнове монархије и замењена је 1815. године спомен-капелом, њој посвећеном, на месту њене ћелије. Наручио је Луј XVIII, брат погубљеног Луја XVI. Садржи мермерни споменик посвећен краљици, са "Краљичиним тестаментом", и три слике краљице које приказују њено заточеништво. Једино светло у капели долази из једног витража, а црни зидови од вештачког мермера обележени су каменим сузама. 

### Женско двориште
- Двориште за затворенице, мало измењено од 18. века
- Женско двориште, са чесмом

Женско двориште, у којем је Марији Антоанети и другим затвореницима било дозвољено да вежбају, мало је промењено од времена Револуције. Из тог периода датирају аркаде, башта, камени сто и чесма где су затвореници могли да перу одећу. У задњем делу баште, у североисточном углу, налази се мали троугласти простор одвојен од женског дворишта капијом. Овај простор је припадао мушком затвору и вероватно је служио за безбедно пребацивање затвореника.